# Candyman III: Dzień umarłych
Candyman III: Dzień umarłych (ang. Candyman: Day of the Dead) – amerykański horror z 1999 roku w reżyserii Turiego Meyera, cheapquel dwóch wcześniejszych filmów z serii. W przeciwieństwie do swoich poprzedników, wydany został bezpośrednio na kasetach VHS i płytach DVD.

## Zarys fabularny
Los Angeles. Malarka Caroline McKeever jest nawiedzana w snach i mrocznych wizjach przez Candymana. Okazuje się, że Daniel Robitaille to jej pradziadek. Upiór ma wobec Caroline swoje przerażające intencje. By skłonić dziewczynę do siebie, zabija po kolei jej przyjaciół.